# Saint-Martin-les-Eaux
Saint-Martin-les-Eaux é uma comuna francesa na região administrativa da Provença-Alpes-Costa Azul, no departamento dos Alpes da Alta Provença. Estende-se por uma área de 9,15 km². Em 2010 a comuna tinha 116 habitantes (densidade: 12,7 hab./km²).